# Élections législatives sénégalaises de 2022
Les élections législatives sénégalaises de 2022 se déroulent le 31 juillet 2022 afin de renouveler pour cinq ans les 165 membres de l'assemblée nationale du Sénégal.
La coalition Unis par l'espoir du président Macky Sall arrive en tête mais essuie un recul en perdant la majorité absolue des sièges qu'elle détenait depuis 2012.
La coalition Libérer le peuple d'Ousmane Sonko réalise une percée et quadruple son nombre de sièges, devenant la principale force d'opposition. La coalition Sauver le Sénégal menée par le Parti démocratique sénégalais connait quant à elle une légère baisse de sa part des voix, mais parvient toutefois à augmenter son nombre de sièges.
Bénéficiant du ralliement post-électoral du député du parti Convergence démocratique Bokk Gis Gis, Unis par l'espoir parvient à conserver de justesse la majorité à l'assemblée nationale. Le scrutin est suivi du rétablissement de la fonction de Premier ministre, avec la nomination d'Amadou Ba le 17 septembre.

## Contexte

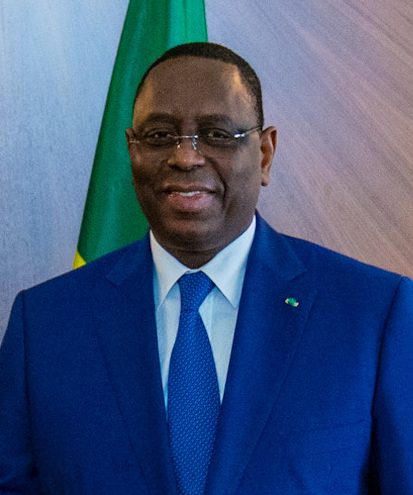
Macky Sall.

Les élections législatives de juillet 2017 sont marquées par la victoire écrasante de la coalition Unis par l'espoir (Benno Bokk Yakaar), majorité parlementaire sortante soutenant le président en exercice Macky Sall et principalement constituée de son parti, l'Alliance pour la République (APR), ainsi que de l'Alliance des forces de progrès (AFP) et du Parti socialiste (PS). La coalition réunit seule 125 sièges sur 165, permettant au chef de l’État de bénéficier du soutien d'une large majorité à l'assemblée. Mahammed Dionne est ainsi reconduit dans ses fonctions de Premier ministre.
L'opposition, divisée en plusieurs coalitions dont la Coalition gagnante Wattu Senegaal, menée par le Parti démocratique sénégalais (PDS) de l’ex-président Abdoulaye Wade, échoue ainsi à s'imposer. À l'opposé des pronostics, la participation est relativement forte, avec un peu plus de la moitié des inscrits, soit près de 20 points plus élevée qu'aux précédentes législatives en 2012,.
Macky Sall est par la suite réélu pour un second mandat lors de l'élection présidentielle de février 2019, qu'il remporte dès le premier tour avec un peu plus de 58 % des voix. Le 14 mai 2019, il décide la suppression du poste de Premier ministre. La mesure, censée fluidifier le fonctionnement de l'Etat, se révèle très controversée notamment en raison de son absence du programme présidentiel de Macky Sall lors de la campagne. L'opposition accuse le président de chercher à concentrer tous les pouvoirs. La fonction est finalement rétablie début décembre 2021, Macky Sall reconnaissant lors d'une interview ne pouvoir s'occuper seul du Sénégal dans le contexte de la présidence à venir de l’Union africaine par le Sénégal. Il annonce à cette occasion que la nomination d'un nouveau Premier ministre interviendra après les élections municipales et départementales organisées le 23 janvier 2022.
Ces élections s'avèrent une défaite pour la coalition présidentielle Unis par l'espoir, l'opposition remportant notamment la capitale Dakar ainsi que la plus grande ville du Sud du pays, Ziguinchor. Cette dernière est remportée par Ousmane Sonko, qui se positionne en favori de l'opposition pour l'élection présidentielle de 2024,,. Deux semaines plus tard, Macky Sall fixe les législatives au 31 juillet. La nomination du nouveau Premier ministre est par la suite reportée à une date indéterminée après ces dernières.

## Système électoral

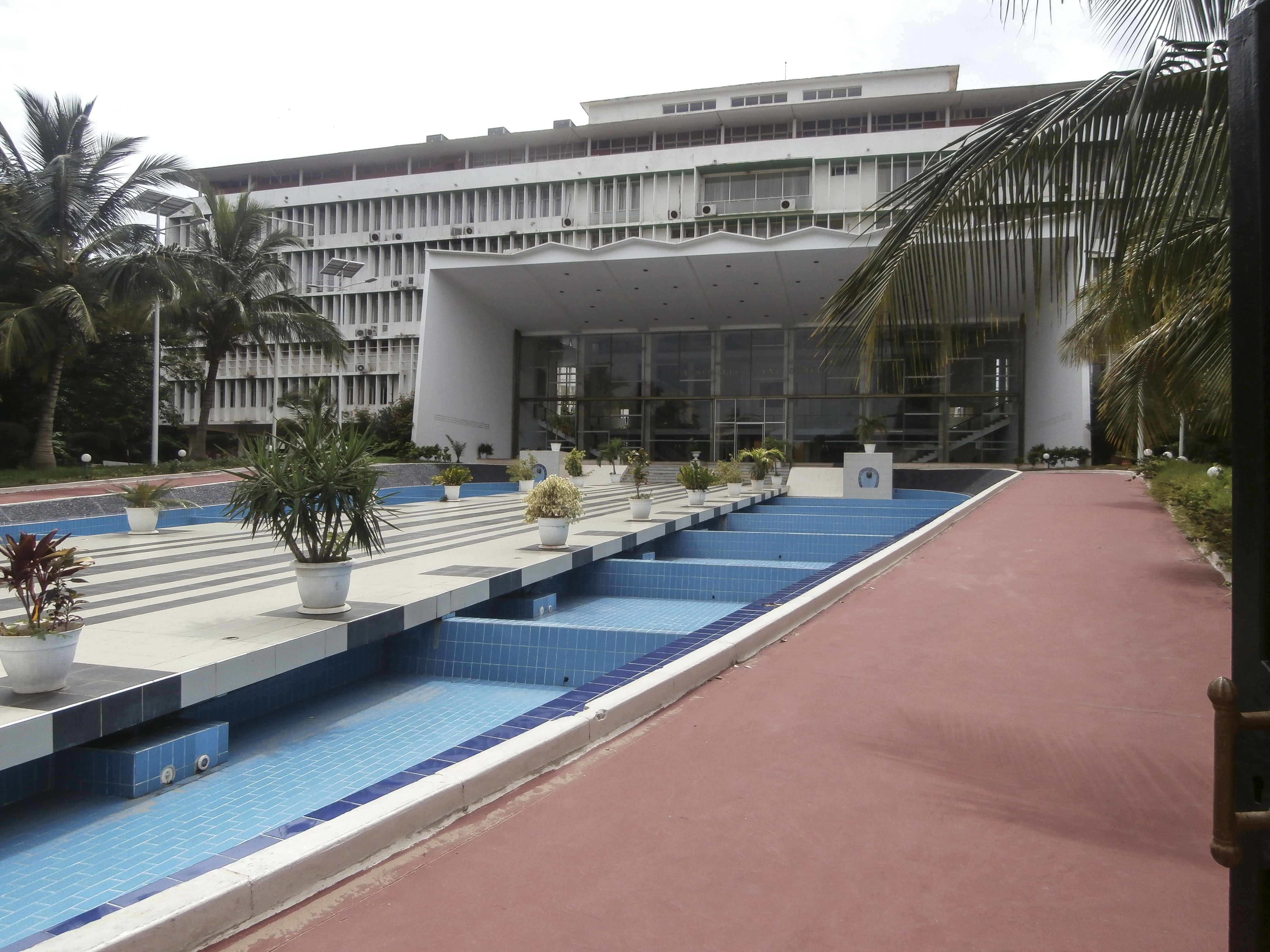
Le siège de l'assemblée à Dakar.

L'Assemblée nationale est composée de 165 sièges pourvus pour cinq ans selon un mode de scrutin parallèle dans 54 circonscriptions électorales correspondant aux 46 départements du Sénégal auxquels s'ajoutent 8 circonscriptions de la diaspora.
Sur ce total, 112 sièges sont pourvus au scrutin de liste majoritaire à raison d'un à sept sièges par circonscription, selon leur population. Les circonscriptions de la diaspora comportent entre un et trois sièges, pour un total fixé à quinze sièges. Les électeurs votent pour une liste bloquée de candidat et d'un nombre égal de suppléants, sans panachage ni vote préférentiel. La liste ayant reçu le plus de voix remporte tous les sièges à pourvoir dans sa circonscription. Dans celles ne comportant qu'un seul siège, le vote prend de fait la forme d'un scrutin uninominal majoritaire à un tour,,.
Les 53 sièges restants sont pourvus au scrutin proportionnel plurinominal sur la base du total des voix des partis additionnées au niveau national. Les deux systèmes opèrent indépendamment l'un de l'autre. Contrairement à un système mixte par compensation, les sièges à la proportionnelle ne sont pas attribués de manière que leurs additions à ceux du scrutin majoritaire fassent correspondre le total de sièges des partis à leurs parts des voix au niveau national. Chaque parti obtient une part des sièges pourvus à la proportionnelle correspondant à sa part des suffrages, auxquels s'ajoutent les 112 sièges obtenus dans les circonscriptions à la majorité relative, donnant au scrutin une tendance majoritaire. La répartition des sièges se fait selon le système du quotient simple. Dans le cas de candidats indépendants, les sièges restants après le premier décompte sont attribués suivant la règle du plus fort reste,,,.
Depuis une loi sur la parité votée en 2010, les listes de candidats et de suppléants doivent obligatoirement alterner les candidats de l'un ou l'autre sexe. Dans le cas où un seul siège est à pourvoir dans la circonscription, le titulaire et le suppléant sont obligatoirement de sexes différents. Pour participer aux élections législatives, les partis doivent préalablement recueillir les signatures d'au moins 0,5 % des électeurs inscrits sur les listes électorales dans la moitié au moins des régions du pays, avec un minimum de milles signatures par région.

## Forces en présence
| Partis ou Coalitions | Partis ou Coalitions                                    | Tête de liste         |
| -------------------- | ------------------------------------------------------- | --------------------- |
|                      | Unis par l'espoir Benno Bokk Yakaar (BBY)               | Aminata Touré         |
|                      | Libérer le peuple Yewwi Askan Wi (YAW)                  | Ousmane Sonko         |
|                      | Convergence démocratique Bokk Gis Gis (BGG)             | Pape Diop             |
|                      | Naataangue Askan Wi (NAW)                               | Sheikh Alassane Sène  |
|                      | Alternative pour une assemblée de rupture (AAR)         | Thierno Alassane Sall |
|                      | Bunt Bi                                                 | Ibrahima Mbow         |
|                      | Les Serviteurs / En marche pour la renaissance (LS/MPR) | Pape Djibril Fall     |
|                      | Sauver le Sénégal                                       | Abdoulaye Wade        |

## Résultats
|                           |                                                         |           |       |       |        |        |        |               |  |  |  |  |  |  |
| Partis ou Coalitions      | Partis ou Coalitions                                    | Voix      | %     | +/-   | Sièges | Sièges | Sièges | +/-           |  |  |  |  |  |  |
| Partis ou Coalitions      | Partis ou Coalitions                                    | Voix      | %     | +/-   | SM     | SP     | Total  | +/-           |  |  |  |  |  |  |
|                           | Unis par l'espoir (Benno Bokk Yakaar)                   | 1 518 137 | 46,56 | 2,91  | 57     | 25     | 82     | 43            |  |  |  |  |  |  |
|                           | Libérer le peuple (YAW)                                 | 1 071 139 | 32,85 | 14,62 | 39     | 17     | 56     | 44            |  |  |  |  |  |  |
|                           | Sauver le Sénégal                                       | 471 517   | 14,46 | 2,21  | 16     | 8      | 24     | 5             |  |  |  |  |  |  |
|                           | Les Serviteurs / En marche pour la renaissance (LS/MPR) | 56 303    | 1,73  | Nv    | 0      | 1      | 1      | 1             |  |  |  |  |  |  |
|                           | Alternative pour une assemblée de rupture (AAR)         | 52 173    | 1,60  | Nv    | 0      | 1      | 1      | 1             |  |  |  |  |  |  |
|                           | Convergence démocratique Bokk Gis Gis (BGG)             | 44 862    | 1,38  | Nv    | 0      | 1      | 1      | en stagnation |  |  |  |  |  |  |
|                           | Naataangue Askan Wi (NAW)                               | 25 833    | 0,79  | 1,18  | 0      | 0      | 0      | 2             |  |  |  |  |  |  |
|                           | Bunt Bi                                                 | 20 922    | 0,64  | 0,09  | 0      | 0      | 0      | 1             |  |  |  |  |  |  |
|                           |                                                         |           |       |       |        |        |        |               |  |  |  |  |  |  |
| Suffrages exprimés        | Suffrages exprimés                                      | 3 260 886 | 99,44 |       |        |        |        |               |  |  |  |  |  |  |
| Votes blancs et invalides | Votes blancs et invalides                               | 18 224    | 0,56  |       |        |        |        |               |  |  |  |  |  |  |
| Total                     | Total                                                   | 3 279 110 | 100   | –     | 112    | 53     | 165    | en stagnation |  |  |  |  |  |  |
| Abstentions               | Abstentions                                             | 3 757 356 | 53,40 |       |        |        |        |               |  |  |  |  |  |  |
| Inscrits / participation  | Inscrits / participation                                | 7 036 466 | 46,60 |       |        |        |        |               |  |  |  |  |  |  |

## Analyse et conséquences
Bien qu'arrivée toujours largement en tête avec près de la moitié des suffrages exprimés, la coalition Unis par l'espoir du président Macky Sall essuie un recul par rapport à 2017 en termes de part des voix, et subit la concurrence au scrutin majoritaire d'une opposition réunie en coalitions. Unis par l'espoir perd ainsi la majorité absolue des sièges qu'elle détenait depuis les élections législatives de juillet 2012,,.
L'opposition confirme sa montée amorcée lors des municipales. Avec près d'un tiers des voix, la coalition Libérer le peuple d'Ousmane Sonko réalise une percée et quadruple son nombre de sièges, devenant la principale force d'opposition. La coalition Sauver le Sénégal du Parti démocratique sénégalais connait quant à elle une légère baisse de sa part des voix, mais parvient toutefois à augmenter son nombre de sièges. Le scrutin de 2022 conduit ainsi à un partage de l'assemblée en trois principaux blocs : contrairement à 2017, seules trois autres formations parviennent à recueillir un siège.  
La perte de sa majorité absolue est un coup dur pour Macky Sall, qui entretient alors le flou sur son intention de se présenter pour un troisième mandat présidentiel. L'opposition dénonce par ailleurs des irrégularités dans la région du Fouta, fief du président, celle-ci enregistrant un taux de participation jugé anormalement élevé par l'opposition,. Aucun recours n'est cependant déposé auprès du Conseil constitutionnel.
Unis par l'espoir ayant besoin d'un seul siège pour atteindre la majorité absolue, les trois partis d'opposition alternative détenteurs d'un siège se retrouvent en position de faiseur de rois. Dans la soirée du 11 août, l'unique député et dirigeant du parti Convergence démocratique Bokk Gis Gis, Pape Diop, annonce rejoindre la coalition présidentielle. Le ralliement de l'ancien maire de Dakar, qui se justifie par une volonté d'éviter un « blocage dans le fonctionnement de nos institutions », permet ainsi à Macky Sall de conserver la majorité à l'assemblée avec 83 sièges sur 165. Dans le cadre d'un régime présidentiel, Sall n’était pas dans l’obligation de nommer un gouvernement de cohabitation ni de procéder à la nomination d'un Premier ministre. Cette situation, où le président aurait gouverné par ordonnance aurait cependant constitué un « recul pour [la] démocratie », selon Pape Diop,.
Macky Sall nomme Amadou Ba Premier ministre le 17 septembre 2022, rétablissant ainsi cette fonction. Amadou Ba démissionne de son mandat de député et est remplacé par le candidat suivant sur la liste de la coalition BBK, Abdoulaye Diagne.